# جو هیل
جو هیل (به انگلیسی: Joe Hill) با نام اصلی جوزف واندر هلستروم ‏ (زاده ۷ اکتبر ۱۸۷۹ – درگذشته ۱۹ نوامبر ۱۹۱۵) کارگر ترانه‌سرا و انقلابی و آنارشیست سوئدی-آمریکایی بود که در آمریکا اعدام شد.

## سرگذشت
جو هیل در هفتم اکتبر ۱۸۷۹ در شهر یوله در سوئد به دنیا آمد. پدرش آلوف هگلند کارگر راه‌آهن و مادرش مارگریتا سرپرستی بچه‌ها را در خانه به عهده داشت. این خانواده هشت فرزند داشت. جو در جوانی فعالیت‌های خود علیه نابرابری‌های طبقاتی را شروع کرد و در این مسیر سال‌ها بعد به عضویت کارگران صنعتی جهان در آمد و به یکی از کادرهای مهم این سازمان کارگری تبدیل شد. جو هیل نه تنها به عنوان یک فعال کارگری بلکه به عنوان هنرمندی برجسته در جهان موسیقی شهرتی بسیار و در جهان مبارزات ضداستثماری محبوبیتی قابل توجه دارد .
از میان ترانه‌های محبوبی که او سروده است می‌توان ترانه معروف "کشیش و برده" یا "دختر شورشی" یا ترانه ای که در مورد خود سروده است "دیشب خوابِ جو هیل را دیدم" را نام برد.
جو از اوان کودکی به کارهای سخت کارخانه روی آورد. بعد که کمی بزرگتر شد در معادن زغال‌سنگ به کار مشغول شد.
در ژانویه ۱۹۰۲ مارگریتا، مادر جو، زندگی را بدرود گفت. جو پس از مرگ مادر تصمیم گرفت با برادرش که راهی آمریکا بود از سوئد بیرون برود. این دو در اکتبر ۱۹۰۲ وارد نیویورک شدند. رؤیای کار خوب و پول زیاد و زندگی بهتر در آمریکا با واقعیاتی که این دو برادر مشاهده می کردند سازگاری نداشت. جو در یکی از بدترین محله های نیویورک در یک مشروب‌فروشی به کار نظافت توالت‌ها مشغول شد. بعدها این کار را رها کرد و راهی مناطق مختلف آمریکا شد و برای مدت‌ها از او خبری نبود. حتی هنوز هم کسی نمی‌داند در مدت هفت سالی که از او نشانی ای در دست نیست کجا زندگی می کرده و چه می کرده است. بعضی ها می گویند به خاطر سازماندهی کارگران در لیست سیاه دولت امریکا قرار گرفته و مدت‌های زیادی را فراری و مخفی بوده است.
جو در جستجوی کار و زندگی، سراسر سرزمین آمریکا را از نیویورک تا هاوایی زیر پا گذاشت. هرجا کاری پیدا می‌کرد سعی داشت کارگران را متحد کرده تا برای تغییر شرایطشان دست به اعتراض یا اعتصاب بزنند. بارها به خاطر این‌گونه فعالیت‌هایش از کار اخراج شد.
در سال ۱۹۱۰ در ایالت کالیفرنیا به عضویت کارگران صنعتی جهان پذیرفته شد. در ژانویه ۱۹۱۱ در مرز کالفرنیا و مکزیک مشغول فعالیت‌های کمک رسانی به انقلاب توده‌ای مکزیک شد. در این دوره امپریالیست‌ها علیه شورش دهقانان کشور مکزیک دست به اقدام زده و برا ی سرکوب آن نیرو اعزام می کردند. جو هیل به همراه دیگر اعضای سازمان کارگران صنعتی جهان مصمم بودند تا از انقلاب دهقانی مکزیک دفاع کنند. بین سال‌های ۱۹۰۹ تا ۱۹۱۲ جو هیل در تمام مبارزات کارگری که سازمان کارگران صنعتی سازماندهی می کرد حضور فعال داشته و از رهبران تظاهرات کارگری بوده است. سیاست سازمان برای جذب توده‌ها و جلب توجه به مسائل کارگری بر آن قرار گرفته بود تا از موسیقی برای اینکار استفادهٔٔ بیشتری کند. جو در این مورد می گوید: یک اطلاعیه هرچقدر هم که عالی نوشته شده باشد بیش از یک بار خوانده نمی‌شود، اما مردم ترانه ها را به خاطر می‌سپارند و آن‌ها را بارها با خود زمزمه می کنند.

## اعدام
سازمان کارگران صنعتی بر آن بود تا برای سازماندهی کارگران، تشکیل سندیکاهای کارگری و مبارزه کارگران برای احقاق حق پایمال شده‌شان از موسیقی بهره‌ای بیش از پیش بگیرد. سرانجام جو هیل در ژانویه ۱۹۱۴ در سالت‌لیک دستگیر شد و در نوامبر ۱۹۱۵ در ۳۶ سالگی جوخه‌ٔ آتش در ایالت یوتا به زندگی او پایان داد. جسد او را به سرعت به شیکاگو که مرکز سازمان کارگران جهان بود منتقل کردند. در تشییع جنازه او بیش از ۳۰ هزار نفر شرکت کردند.

## سینما
بر اساس زندگی جو هیل بو ویدربرگ در ۱۹۷۱ فیلمی به نام «جو هیل» ساخت. این فیلم به فارسی نیز دوبله شده‌است.